# Метадон
Метадонът (продаван и под търговската марка „Долофин“) е опиоид, използван за лечение на болка и като поддържаща терапия или като помощ при детоксикация на хора със зависимост към опиоиди. Детоксикация, използваща метадон, може да бъде направена сравнително бързо, за по-малко от месец или постепенно за около шест месеца. Метадонът се натрупва в организма постепенно, затова една единична доза има краткотраен ефект, а максимален ефект се достига след пет дни на употреба. Ефектът трае около шест часа след прием на единична доза и ден и половина при прием с продължителна употреба при хора с нормална чернодробна функция. Метадонът обикновено се приема през устата и рядко чрез инжектиране в мускул или вена.
Страничните ефекти са подобни на тези на други опиоиди. Обикновено те включват световъртеж, сънливост, повръщане и потене. Сериозните рискове включват злоупотреба с опиоиди или риск от затруднено дишане. Може да възникне и сърдечна аритмия, включваща продължителен QT. Броят на смъртните случаи в Съединените щати, включващи отравяне с метадон, през 2011 са 4418, което е 26% от всичките смъртни случаи от отравяне с опиоиди. Рисковете са по-високи с по-големите дози. Метадонът е създаден чрез химичен синтез и въздейства върху опиоидните рецептори.
Метадонът е разработен в Германия около 1937 до 1939 година от Густав Ерхарт и Макс Бокмил. Одобрено е за използване в Съединените щати през 1947 година. Метадонът е в списъка на основните лекарства на световната здравна организация. В световен мащаб през 2013 година са произведени около 41 400 килограма. Регламентиран е подобно на други наркотични вещества. В Съединените щати производството е сравнително евтино.
Метадонът има същите характеристики като всеки друг опиоид, и в днешно време се използва най-вече в заместителната опиоидна терапия, за да замени хероина и аналгетиците, получавани с рецепта, като Vicodin (Викодин), Oxycontin (Оксиконтин), Percocet (Перкоцет),
Метадонът има по-слабо изразен еуфоричен ефект, отколкото този на другите опиати, в дози, достатъчни за ефективно потискане на абстинентния синдром и наркотичния глад. Във високи дози обаче метадонът също има забележим еуфоричен ефект. 

## Медицински приложения

### Поддържане на метадон
Метадонът е посочен за поддържащо лечение на опиоидна зависимост (т.е. разстройства от употребата на опиоди в петото издание на Диагностичен и статистически наръчник на психичните разстройства (DSM)). Преглед на Кокран през 2009 година установява, че метадонът е ефективен в поддържането на хора в лечение и в намаляване на употребата на хероин чрез самостоятелен доклад и анализ на урина/коса, но не влияе върху престъпната активност и риска от смърт.
Лечението с метадон на хора с опиадна зависимост следва един от два курса. ММТ (methadone maintanence therapy – терапия с поддържане на метадон) се предписва на лица, които желаят да се въздържат от употребата на незаконни наркотици, но не са успели да поддържат въздържанието си от опиади за значителни периоди. Поддържането на метадон варира от няколко месеца до поддържане до живот. Програми за намаляване на метадона са подходящи за лица, които желаят да спрат употребата на наркотици като цяло. Времетраенето на програмата за намаляване ще зависи от началната доза и скоростта на намаляване, това варира от клиника на клиника и от човек на човек. В допълнение, записването на терапия с поддържане на метадон има потенциал за намаляване на предаването на инфекциозни заболявания, свързани с инжектиране с опиади, като хепатит и ХИВ. Основните ефекти на метадона са за облекчаване на наркотичното ненасищане, потискане на синдрома на абстиненция и блокиране на еуфоричните ефекти свързани с опиати, въпреки това злоупотребата с метадон може да доведе до точно обратното на първоначалното си намерение. Когато поддържането на метадон се използва правилно, е установено, че е медицински безопасно и неседативно и осигурява бавно възстановяване от пристрастеност към опиати. Той също така е използван от бременни жени пристрастени към опиати.
В Русия лечението с метадон е незаконно. През 2008 година Генадий Онишченко, главен санитарен инспектор, заявява, че здравните власти не са убедени в ефективността на лечението. Вместо това лекарите насърчават незабавното прекратяване на употребата на наркотици, вместо постепенния процес, до който води метадоновата заместваща терапия. Често на пациентите се дават успокоителни и неопиатни аналгетици, за да се справят със симптомите на абстиненция.

### Болка
През последните години метадонът е придобил популярност сред лекарите за лечение на други медицински проблеми, като аналгетик при хронична болка. Метадонът е много ефективно обезболяващо лекарство. Поради неговата активност върху NMDA рецептора, може да бъде по-ефективен върху невропатична болка; по същата причина търпимостта на аналгетичните ефекти може да бъде по-малка в сравнение с други опиоди. Увеличението в употребата идва когато лекарите търсят опиодно лекарство, което да се дозира по-рядко, отколкото по-краткодействащи лекарства като морфин и хидрокодон. Друг фактор за увеличаване на употребата е ниската цена на метадона.
На 29 ноември 2006 година Администрацията по храните и лекарствата на САЩ издали Публичен здравен съветник за метадона със заглавие „Използването на метадона за контрол на болката може да доведе до смърт и животозастрашаващи промени в дишането и сърдечния ритъм“. Съветникът продължава с думите, че „FDA е получила доклади за смъртни случаи и животозастрашаващи странични ефекти при пациенти, приемащи метадон. Тези смъртни случаи и животозастрашаващи странични ефекти са наблюдавани при пациенти ползващи от скоро метадона за контрол на болката и при пациенти, които са преминали на метадон след като са били лекувани за болка с други силни наркотични болкоуспокоителни. Метадонът може да причини бавно или плитко дишане и опасни промени в сърдечния ритъм, които може и да не се усещат от пациента“. Съветникът призовава лекарите да са внимателни, когато предписват метадон на пациенти, които не са привикнали на лекарството и пациенти, които вземат лекарството точно по предписание.
Пациенти с дългосрочна болка понякога ще трябва да изпълняват т.нар. опиоидно редуване. Това означава преминаване от един опиод на друг, обикновено на интервали от няколко седмици или по-често. Редуването на опиоиди може позволи по-ниска еквивалентна доза, а от там по-малко странични ефекти могат да бъдат срещанати по пътя за постигане на желания ефект. След това, с течение на времето, поносимостта се увеличава с новия опиоид, изисквайки по-високи дози. Това, от своя страна, увеличава възможността за нежелани реакции и токсичност. Така отново е време да се премине към друг опиоид. Такова опиодно редуване е стандартна практика за управление на пациенти с развита поносимост. Обикновено когато се прави опиодно редуване, никой не може да слезне до напълно незначителна доза, защото има кръстосване на поносимост пренесена в новия опиоид. Въпреки това, метадонът има по-ниска застъпена поносимост при преминаване към него отколкото други опиоиди. Това означава, че метадонът може да се започне при сравнително по-ниска доза, отколкото други опиоиди и времето до следващото преминаване ще бъде по-дълго.

### Опиатна детоксикация
Метадонът е одобрен в САЩ за лечение на опиоидна зависимост с детоксикация; въпреки това използването му в това отношение трябва да следва строги федерални наредби. Програми за лечение в клиника трябва да бъдат сертифицирани от Федералното злоупотреба с наркотични вещества и Администрацията за психично-здравни услуги (SAMHSA) и регистрирани от Борба с наркотиците (DEA), за да се предпише метадон за опиоидна детоксикация.

## Странични ефекти
Нежеланите ефекти на метадона включват:
- Седация;
- Диария или запек;
- Зачервяване;
- Потене и запотяване;
- Топлинна непоносимост;
- Замайване или припадък;
- Слабост;
- Хроничната умора, сънливост и изтощение;
- Проблеми със съня като сънливост, проблеми със заспиването (безсъние), и неприятности поддържане на съня;
- Свиване на зениците;
- Сухота в устата;
- Гадене и повръщане;
- Ниско кръвно налягане;
- Халюцинации или объркване;
- Главоболие;
- Сърдечни проблеми като болки в гърдите или бързо/силно сърцебиене;
- Нарушения на сърдечния ритъм;
- Дихателните проблеми като затруднено дишане, бавно или повърхностно дишане (хиповентилация), прималяване или припадък;
- Загуба на апетит и в екстремни случаи анорексия;
- Повишаване на теглото;
- Загуба на паметта;
- Стомашни болки;
- Сърбеж;
- Затруднено уриниране;
- Подуване на дланите, ръцете, стъпалата и краката;
- Чувство на безпокойство или възбуда;
- Промени в настроението еуфория, дезориентация;
- Нервност или тревожност;
- Замъглено виждане;
- Намалено либидо, пропусната менструация, затруднения при достигането на оргазъм и импотентност;
- Обрив;
- Припадъци;
- Централната сънна апнея.

### Симптоми на оттегляне
Физически симптоми
- Замаяност;
- Разкъсване на очите;
- Мидриаза (разширени зеници);
- Фотофобия (чувствителност към светлина);
- Синдром Хипервентилацията (дишане твърде бързо/дълбоко);
- Хрема;
- Прозяване;
- Кихане;
- Гадене, повръщане и диария;
- Треска;
- Изпотяване;
- Тръпки;
- Треперене
- Акатизия (безпокойство);
- Тахикардия (ускорена сърдечна дейност);
- Болки и често болки в ставите и/или краката;
- Повишени чувствителност на болка;
- Кръвно налягане, което е твърде високо (хипертония, може да причини инсулт).

Когнитивни симптоми
- Суицидни мисли;
- Податливоста на апетита;
- Депресия;
- Спонтанен оргазъм;
- Продължителното безсъние;
- Делир;
- Слухови халюцинации;
- Зрителни халюцинации;
- Повишена възприемане на миризми (обоняние), реално или въображаемо;
- Значително намаляване или увеличаване на сексуалното желание;
- Възбуда;
- Тревожност;
- Паническо разстройство;
- Нервност;
- Параноя;
- Заблуди;
- Апатия;
- Анорексия (симптом).

Симптомите на оттегляне са значително по-продължителни, но и по-малко интензивни, отколкото оттеглянето от опиати с по-кратки периоди на полуразпад.
Когато детоксикацията е с препоръчителна скорост (обикновено 1 – 2 мг на седмица), оттеглянето е минимално или несъществуващо, като тялото на пациента има време да се приспособи към всяко намаляване на дозата.
Метадонът понякога се прилага в орална форма на захаросан сироп. Този препарат нанася значителни кариеси. Метадонът предизвиква сухота в устата, намаляване на защитната роля на слюнка при предотвратяване на гниене. Знае се, че повечето опиати увеличават желанието за въглехидрати. Общото намаление на лична хигиена поради тези фактори се комбинират със седацията и е отбелязано, че причинява големи щети на зъбите.

## Предозиране
Повечето хора, които са предозирали с метадон могат да покажат някои от следните симптоми:
- Миоза (стеснени зеници);
- Хиповентилация (дишане, което е твърде бавно/плитко);
- Сънливост, дезориентация, седация, липса на реакция;
- Кожа, която е хладна, лепкава и бледа;
- Отпуснати мускули, проблеми с оставането буден, гадене;
- Загуба на съзнание и кома;
- Силно повръщане.

Дихателната депресия при предозиране може да се лекува с налоксон. Налоксонът е за предпочитане пред по-новите, по-дълго действащи антагонистичен налтрексон. Въпреки дългопродължаващото действие на метадона, в сравнение с хероина и други краткодействащи агонисти, и последващата необходимост от повторни дози налоксон, той все още се ползва за терапия при предозиране. Тъй като налтрексонът има по-дълъг полуживот, е по-трудно да се титрира. Ако прекалено голяма доза опиоден антагонист се дава на зависим пациент, това ще доведе до симптоми на оттегляне (евентуално силна абситенцния). При използване на налоксона, той ще бъде бързо отстранен и оттеглянето ще бъде краткотрайно. За дозите на налтрексона отнема повече време, за да бъдат елиминирани от системата на пациента. Често срещан проблем при лечението на предозирането с метадон е, че като се има предвид краткото действие на налоксона (в сравнение с изключително дългодействащия метадон) дозата налоксон дадена на пациент с метадоново предозиране първоначално ще работи, за да доведе пациента извън предозирането, но щом налоксона се изчерпи и няма по-нататъчно прилагане на налоксон, пациентът може да се върне обратно към предозирането (въз основа на времето и дозата приет метадон).

## Поносимост и зависимост
Както и при други опиоидни лекарства, поносимостта и зависимостта обикновено се развиват с повтарящи се дози. Има няколко клинични доказателства, че поносимостта към аналгезие е по-малка с метадон в сравнение с други опиоиди – това може да се дължи на NMDA рецептора. Поносимостта към различни физиологични ефекти на метадона варира – поносимост към аналгетични свойства може или може и да не настъпи бързо, но поносимостта към еуфория обикновено се развива бързо, докато поносимостта към запек, седация и респираторна депресия се развива бавно (ако изобщо се развие).

## Шофиране
Лечение с метадон може да наруши способността за шофиране. При проучване на университета на Куинсланд се установило, че пациенти злоупотребяващи с наркотици имат значително по-голямо участие в сериозни катастрофи, отколкото пациенти, които не са злоупотребили. В проучването на група от 220 пациента злоупотребили с наркотици, повечето от тях наркомани използващи няколко различни наркотици, 17 са участвали в катастрофи убили хора, в сравнение с контролната група от други пациенти, избрани на случаен принцип, които нямат участие във фатални катастрофи. Въпреки това е имало множество изследвания, доказващи способността за шофиране на пациенти на метадон. Във Великобритания, лица с метадон предписан за приемане чрез устата, могат да продължат да управляват, след като са приключили в удовлетворителна степен независим медицински преглед, който включва преглед на урината за наркотици. Лицензът се издава за 12 месеца, само след положителна оценка от личния им лекар.

## Смъртност
Смъртните случаи в Съеднинените щати са повече от четвърт за периода от пет години между 1999 година и 2004 година. Според националния център за здравна статистика на САЩ, както и във вестник Чарлстън (Западна Вирджиния) от 2006 г., медицински лица регистрират метадона като допринасящ за 3849 смъртни случаи през 2004 година. Този брой е бил 790 през 1999 година. Приблизително 82% от тези смъртни случаи са посочени като случайни и повечето смъртни случаи включвали смесването на метадона с други лекарства (особено бензодиазепини).
Въпреки че смъртните случаи са нараснали, свързаните с метадон смъртни случаи не са причинени главно от метадон предназначен за програми за лечение с метадон, според свикана група от експерти от Злоупотреба с наркотични вещества и Администрацията по психично-здравни услуги, която публикува доклад озаглавен „Доклад на Национална оценка за смъртност свързана с метадон“. Консенсусният доклад заключава, че „въпреки че данните остават непълни, участниците в националната оценка потвърдиха, че метадоновите таблетки и/или дискети, разпространявани чрез канали, различни от опиодните програми за лечение, най-вероятно са централния фактор за смъртността свързана с метадон“.
През 2006 година Администрацията по храните и лекарствата на САЩ издава предупреждение за метадона, озаглавено „Използването на метадон за контрол на болката може да доведе до смърт“. FDA също преработват листовката на лекарството. Промяната заличава предишната информация за обичайната доза за възрастни. Във вестник Чарлстън съобщават, че „старият речник за „обичайната доза за възрастни“ е потенциално смъртоносна, според специалисти по болката“.

## Откриване в биологични течности
Метадонът и главният му метаболит, 2-етилиден-1,5-диметил-3,3-дифинаилфайлорадин (EDDP), често се измерва в урината като част от програма за тестване за злоупотреба с наркотици, в плазма или серум, за да се потвърди диагнозата за отравяне на хоспитализирани жертви или в цялата кръв, за да помогнат в съдебно разследване за трафик или друго престъпно нарушение, или в случай на внезапна смърт. Историята на употребата на метадон в тълкуването на резултатите се счита както хроничен потребител може да развие поносимост към дози, които ще отслабват индивидуалния незначителен опиоид. Хроничните потребители често имат висок метадон и EDDP изходни стойности.

## Фармакология
Метадонът действа чрез свързване с µ-опиоиден рецептор, но също така има някои афинитети към NMDA йонотропни глутаматни рецептори. Метадонът се метаболизира от CYP3A4, CYP2B6, CYP2D6 и е субстрат на ефлуксния протеин Р-гликопротеин в червата и мозъка. Бионаличността и елиминационния полуживот на метадона са обект на значителна интериндивидуална променливост. Основният му път на приложение е орален. Нежеланите ефекти включват седация, хиповентилация, запек и миоза, в допълнение към поносимостта, зависимостта и проблеми с абстиненцията. Срокът на оттегляне може да бъде много по-продължителен, отколкото на други опиати, простиращи се навсякъде от две седмици до няколко месеца. Много фактори допринасят за неговата скорост на метаболизъм и екскреция, включително телесното тегло на индивида, историята на употреба/злоупотреба, метаболични дисфункции, функция на бъбречната система, измежду останалите.
В началото на 50-те години метадонът (повечето пъти пацемична смес на соли на солна киселина) се изследвал за използване като противокашлично.
От това изследване излиза неконтролирано или контролирано за същите прекурсори и ефекти на чисти и силни вещества агонисти от типа отворена верига, този един функция финалоксъм, левопропоксиви с оптична изомерия и една, от които изглежда няма наркотични свойства, но е против кашлица като са имали дисоциативни ефекти, ако се употребява неправилно; под формата на изомер, който се отстранява от рецемични соли за добив на декстрометорфан или премахване на другия изомер за пречистване на декстропропоксифен, или оставен да завърши с рецемична смес на соли на диметорфен. Отворените опиодни вериги са склонни да имат най-малко един изомер, който е в някаква степен силен чист агент на опиоден мю рецептор.
Изометадонът, норасиметадонът, LAAM и норметадонът са разработени за пръв път в Германия, Великобритания, Белгия, Австрия, Канада и/или в Съединените щати през тридесетте години или след като през 1937 година откриват петидина, първия синтетичен опиад използван в медицината удължаващ и увеличаващ продължителността на пренасищане на апетита към всякакви опиати и генериране на много силна аналгезия (дългосрочния метаболитен полуживот и силен афинитет към µ-опиодни страни на рецептора, следователно придава много на пресищането и антипристрастяващите ефекти на метадона) означаващо потискане на наркотичния глад и откриването в началото на 50-те години на противокашличните свойства на метадона за пръв път тествани върху кучетав Европа през 1952 – 1955 с различни инертни плацебо, активни плацебо като кодеин.

### Механизъм на действие
Левометадонът е пълен µ-опиоден агонист. Декстрометадонът не засяга опиодните рецептори, но се свързва с глутаматергичния NMDA (N-метил-D-аспартан) рецептор и по този начин действа като антагонист на рецептора на глутамат. Доказано е, че метадонът намалява невротичната болка при примери с плъхове предимно чрез NMDA антагонизъм. Глутаматът е основният възбуждащ невротрансмитер в централната нервна система. NMDA рецепторите имат много важна роля в модулирането на дългосрочно възбуждане и формиране на паметта. NMDA анагонисти като декстрометорфан (DXM), кетамин (дисоциативни анестетици, също М.О.А+), тилетамин (ветеринарна упойка) и ибогаин (от африканско дърво Тибернанте ибога, също М.О.А+) са проучвани за тяхната роля в намаляване на развитието на поносимост към опиоди и тяхната възможност да премахнат зависимостта/поносимостта/оттеглянето и евентуално чрез разрушаване на веригите на паметта. Действие като NMDA антагонист може да бъде един механиъм, чрез който метадонът намалява желанието за опиоди и поносимост и е предложен като възможен механизъм за неговата отличаваща ефикасност по отношение на лечението на невропатична болка. В дясновъртящата форма (D-метадонът) действа като антагонист на NMDA и е лишен от опиодна активност: доказано е за производството на обезболяване в експерименталните модели на хронична болка. Метадонът също действа като мощен, неконкурентен α3 β4 нервонален никотинов ацетилхолинов рецепторен антагонист в рецепторите на плъхове, изразена в човешки ембрионални бъбречни клетъчни линии.

### Метаболизъм
Метадонът е с бавен метаболизъм и много висока разтворимост на мазнини, което го прави по-дълготраен от базираните на морфин лекарства. Метадонът има типичен елиминационен полуживот от 15 до 60 часа със средно около 22. Въпреки това, процентът на метаболизма се различава значително между отделните индивиди, до коефициент на 100, като се започне от едва 4 часа, най-много за 130 часа или дори 190 часа. Приемливостта е очевидна поради генетичното разнообразие в производството на свързани ензими цитохром CYP3A4, CYP2B6 и CYP2D6. Много вещества също могат да индуцират, инхибират или да се конкурират с тези ензими допълнително влияещи (понякога опасно) на метадоновия полуживот. А по-дългият полуживот често дава възможност за прилагане само веднъж на ден в опиодни програми за детоксикация и поддържане. Пациентите, които метаболизират метадона бързо, от друга страна, може да се нуждаят от доза два пъти дневно, за да получат достатъчно симптоми на облекчаване като същевременно се избягват прекомерните пикове и спадове в концентрацията на кръв и свързаните с тях последици. Това може да позволи по-ниски общи дози при някои такива пациенти. Аналгетичната активност е по-къса от фамакологичния полуживот; дозирането за контрол на болката обикновено изисква няколко дози на ден.
Основният метаболитен път N-деметилиране чрез CYP3A4 в черния дроб и червата, за да се получи 2-етилиден-1,5-диметил-3,3-дифинайлфайроладин (EDDP). Този неактивен продукт, както и неактивните 2-етил-5-метил-3,3-дифенил-1-пиролин (EMDP), произведени от втори N-деметилиране, се откриват в урината на пациентите приемащи метадон.

### Начин на приложение
Най-често срещаният начин за приложение на метадона е в рацемичен перорален разтвор, въпреки че в Германия само R-енантиомер (L-оптичен изомер) традиционно се използва, тъй като е отговорен за повечето от желаните опиодни ефекти. Единичната форма на изомера все по-рядко се дължи на по-високите производствени разходи.
Метадонът е наличен в традиционно хапче, сублингвална таблетка и две различни формолировки, предназначени за пациента за пиене. Формите за пиене включват готова за приемане течност (продавана в Съединените щати като Метадоус) и „дискети“, които са таблетки предназначени да се разтварят бързо във вода за орално приложение, които се използват по подобен начин на алказелцер. Течната форма е най-често срещана, тъй като дава възможност за по-малки промени в дозите. Метадонът е почти толкова ефективен, когато се прилага орално, колкото чрез инжекция. В действителност инжектирането с метадон не води до „пробив“ както с някои други силни опиоди като морфин или хидроморфон, защото изключително високият обем на разпределение го кара да се разпространи в други тъкани в тялото, особено в мастната тъкан; пиковата концентрация в кръвта се постига при приблизително същото време, когато лекарството се инжектира или поглъща. Пероралното лечение обикновено е за предпочитане, защото предлага безопасност, простота и представлява крачка от злоупотребата с наркотици базирана на инжектиране към тези с възстановяване от пристрастяване. Федералните разпоредби на САЩ изискват устната форма в програми за лечение на пристрастяване. Инжектирането на метадониви хапчета могат да причинят сплескани вени, синини, отоци, а вероятно и други вредни въздействия. Метадоновите хапчета често съдържат талк, който, когато се инжектира, произвежда рояк малки твърди частици в кръвта, което води до много малки кръвни съсиреци. Тези частици не могат да се филтрират преди инжектиране и ще се натрупват в тялото с течение на времето, особено в белите дробове и очите, пораждайки различни усложнения като белодробна хипертония, необратимо и прогресивно заболяване. Най-продаваният под марката Метадоус (ароматизирана течна суспензия за перорално приложение, често се използва за целите на поддържането) също не бива да се инжектира. Докато това е направено в много разредени концентрации, са докладвани случаи на спиране на сърцето, както и повредени вени от захари (дори без захар сиропите могат да причинят увреждане поради наличието на увреждащи изкуствени подсладители). Пероралните лекарства също предлагат безопасност, простота и представляват крачка от злоупотребата с наркотици базирани на инжектиране към тези с възстановяване от пристрастяване. Федералните разпоредби на САЩ изискват устната форма в пробрами за лечение на пристрастяване.
Листовките, включени в опаковките на метадоновите таблетки във Великобритания заявяват, че таблетките са само за перорално приложение и че ако се използват по всякакъв друг начин могат да причинят сериозни вреди. В допълнение към това предупреждение, вече са включени добавки в състава на таблетките, за да се направи използването им по IV пътя по-трудно.

## История
Метадонът е разработен през 1937 година в Германия от учени, работещи за I.G. Фарбениндъстри AG и Фарбвът Холекст, които са търсили синтетичен опиод, който може да бъде създаден с лесно достъпни прекурсори, за решаване на германския проблем с недостига на опиум. На 11 септември 1941 година Бокмил и Ерхарт подали заявка за патент на синтетично вещество, което те наричали Холекст 10820 или Поламидон (име все още редовно използвано в Германия) и чиято структура има само лека връзка с морфин или алкалоидни опиати. Това го довежда до пазара през 1943 година и е бил широко изоползван от немската армия по време на Втората световна война.
През 1930 година меперидинът влиза в производство в Германия; въпреки това производството на метадон, тогава разработван под наименованието Холекст 10820, не се пренасяло поради страничните ефекти, открити в началото на изследването. След края на войната, всички немски пациенти, търговски наименования и изследователски записи били реквизирани и иззети от съюзниците. Записите на изследователската работа в I.G. Фарбениндъстри AG и Фарбвът Холекст са конфискувани от Министерството на разузнаването на търговията на САЩ, разследвани от Технически индустриален комитет на Държавния департамент на САЩ и след това се довежда до САЩ. Докладът, публикуван от комисията отбелязва, че метадонът е потенциално пристрастяващ, той произвежда по-малко седация и респираторна депресия от морфина и по този начин е бил привлекателен като търговски наркотик.
Едва през 1947 година на лекарството е дадено генерично наименование „метадон“ от Съвета на фармацията и химията на Американската медицинска асоциация. Тъй като патентните права на I.G. Фарбениндъстри и Фарбвът Холекст вече не били защитени, всяка фармацевтична компания интересуваща се от формулата можела да си закупи правата за търговско производство на метадон само за един долар (MOLL 1990).
Метадонът е въведен в Съединените щати през 1947 година от Ели Лили и компания като аналгетик под търговското име долофин, което сега е регистрирано за лабораториите Роксан. Оттогава той е известен с неговото използване при лечение на опиодна зависимост. Голяма част от анекдотичните доказателства са на разположение „на улицата“, за това, че метадонът може да се окаже ефективен при лечение на хероиново оттегляне и не е рядко използвано в болници и други депристрастяващи центрове за повишаване на процента на завършени абстинентни симптоми. Той не е бил, преди проичванията проведени в университета Рокфелер в Ню Йорк от професор Винсент Дол, заедно с Мари Найсуондър и Мери Джийн Крийк, за това, че метадонът е систематично изследван като потенциално заместителна терапия. Техните проучвания въвеждат бърза промяна в представата, че наркоманията не е задължително един прост характерен недостатък, а по-скоро разстройство, което трябва да се третира по същия начин, както и други заболявания. Към днешна дата метадоновата поддържаща терапия е най-систематично изучаваната и най-успешната и най-политически поляризираща, на която и да е фармакотерапия за лечение на пациенти със зависимост към наркотици.
Метадонът за пръв път е фабрикуван в САЩ от Ели Лили, който получава одобрение от FDA на 14 август 1947 година, за тяхното долофин 5 mg и 10 mg таблетки. Малинкрот Фармаситикълс не са получили одобрение до 15 декември 1947 година, за да произвеждат насипно смесен прах. Малинкрот получават одобрение за тяхното марково генерично метадоус на 15 април 1993 година, за техните 5 mg и 10 mg метадоус таблетки. Малинкрот също прави 5 mg, 10 mg и 40 mg генерични таблетки в допълнение към тяхната маркова генерична метадоус и получава одобрение за своите обикновени генерични таблетки на 27 април 2004 година.
Търговското наименование долофин е създадено от Ели Лили след Втората световна война и се използва в Съединените щати – твърдението, че лидерът на нацистите Адолф Хитлер нережда призводството на метадон и/или, че името на марката долофин е дадено в чест на Хитлер е градска легенда. Пейоратвният термин „адолфин“ (никога действително име на лекарство) се появява в САЩ в началото на 1970 година, като позоваване на горе споменатия градски мит, че търговското име долофин е препратка към Адолф Хитлер.

## Общество и култура

### Търговски наименования
Търговските наименования включват Долофин, Симорон, Амидон, Метадоус, Файсептон и Хептадон сред другите.

### Цена

#### Метадоново поддържащо лечение
Клиниките с метадонова поддържаща терапия в САЩ налагат навсякъде от 5 до 400 долара на седмица, които могат да бъдат обхванати от частното застраховане или Медикейд.
В Германия поддържащото лечение на метадон (ММТ) се покрива напълно от всички публични и частни застрахователни планиве. Годишният разход на човек е по-малко от 3000 евро, докато подпомагащото лечение за хероин струва до 10 000 евро на година.
Анализите на ММТ цената, често сравняват разходите за клинични визити в сравнение с общите обществени разходи за незаконна употреба на опиоди.

#### Лечение
В САЩ генеричните метадонови таблетки не са много скъпи. В продажната цена варират между 0,25 и 2,50 долара на дефинирана дневна доза. Търговските марки метадониви таблетки могат да струват много повече.

## Противоречия
Метадонът като заместващо средство за лекуване на опиатна зависимост е широко критикуван в социалните науки за неговата роля в социалния контрол на наркомани. Предполага се, че метадонът не функционира, толкова много за ограничаване на зависимостта, колкото като за пренасочване и поддържане на зависимостта на оторизирани канали. Няколко автори прилагат анализа на Фуко за широко разпространеното предписване на лекарството и употреба в институции като затвори, болници и рехабилитационни центрове. Такава критика съсредоточава върху идеята, че пристрастяването към веществото се преформулира с модела на болестта. Така метадонът, който имитира ефектите на опиодите и прави наркомана съвместим, се етикира като „лечение“ и така прикрива дисциплинарните цели на „ръководещите нежелателни елементи“.

## Регулация
Метадонът е контролирано вещество от списък II в Съединените щати, с ACSCN 9250 и годишна обща производствена квота за 2014 г. от 31 875 килограма за продажба. Преходният метадон също се контролира, съгласно ACSCN 9226 също съгласно списък II, с квота от 38 875 килограма. Използваните соли на метадона са хидробромид (коефициент на преобразуване на свободната основа 0,793), хидрохлорид (0,894) и HCl монохидрат (0,850). Метадонът също е регулиран на международно ниво като контролирано вещество от списък I съгласно Единната конвенция на ООН за наркотичните вещества от 1961 г.
|  | Тази страница частично или изцяло представлява превод на страницата Methadone в Уикипедия на английски. Оригиналният текст, както и този превод, са защитени от Лиценза „Криейтив Комънс – Признание – Споделяне на споделеното“, а за съдържание, създадено преди юни 2009 година – от Лиценза за свободна документация на ГНУ. Прегледайте историята на редакциите на оригиналната страница, както и на преводната страница, за да видите списъка на съавторите. ВАЖНО: Този шаблон се отнася единствено до авторските права върху съдържанието на статията. Добавянето му не отменя изискването да се посочват конкретни източници на твърденията, които да бъдат благонадеждни. |

1. ↑  methadone //  PubChem.   Посетен на 3 октомври 2016 г. (на английски)